# Conrad Ferdinand Meyer
Conrad Ferdinand Meyer (født 11. oktober 1825 i Zürich, død 28. november 1898 i Kilchberg) var en schweizertysk forfatter. 
Han studerede først jura i Zürich, derefter på egen hånd historie og foretog en række rejser i udlandet, efter at have overvundet det fra moderen nedarvede tungsind, der i 1852 nødvendiggjorde et kortere ophold på en sindssygeanstalt. Han var næsten 40 år gammel før han udgav sin første bog på opfordring af sin søster Betty: 20 Balladen von einem Schweitzer, efterfulgt af Romanzen und Bilder. 
Den fransk-preussiske krig blev afgørende for Meyer, der nu helt følte sig som tysk digter og under indtrykkene af verdensbegivenhederne udgav Huttens letzte Tage, en episk digtning af monumental styrke. Nu fulgte sådanne værker som fortællingen Jürg. Jenatsch (der også er oversat til dansk), de kulturhistoriske noveller Der Heilige, Die Hochzeit des Mönch's, Die Richterin, Die Versuchung des Pescara og Angela Borgia. 
Meyer var en beundrer af renæssancen, hvis skønhed og brogede livsformer han gerne skildrer i sine fortællinger, der først efter hans død begyndte at blive værdsatte. Som prosaist hører Meyer til Tysklands betydeligste i slutningen af det 19. århundrede, en også i sin lyrik udpræget epiker. Hans Gesammelte Werke udkom i 8 bind i 1912.